# Steganacarus personatus
Steganacarus personatus är en kvalsterart som beskrevs av Wojciech Niedbała 1983. Steganacarus personatus ingår i släktet Steganacarus och familjen Phthiracaridae. Inga underarter finns listade i Catalogue of Life.